# Hrabstwo Clark (Illinois)

Piramida wieku hrabstwa

Hrabstwo Clark – hrabstwo w USA, w stanie Illinois, według spisu z 2004 roku liczba ludności wynosiła 16 906. Siedzibą hrabstwa jest Marshall.

## Geografia
Według spisu hrabstwo zajmuje powierzchnię 1308 km², z czego 1299 km² stanowią lądy, a 9 km² (0,07%) stanowią wody.

### Sąsiednie hrabstwa
- Hrabstwo Edgar – północ
- Hrabstwo Vigo – północny wschód
- Hrabstwo Sullivan – południowy wschód
- Hrabstwo Crawford – południe
- Hrabstwo Jasper – południowy zachód
- Hrabstwo Cumberland – zachód
- Hrabstwo Coles – północny zachód

### Miasta
- West Union (CDP)
- Casey
- Marshall
- Martinsville

### Wioski
- Westfield

## Demografia
Według spisu z 2000 roku hrabstwo zamieszkuje 17 008 osób, które tworzą 6971 gospodarstw domowych oraz 4809 rodzin. Gęstość zaludnienia wynosi 13 osób/km². Na terenie hrabstwa jest 7816 budynków mieszkalnych o częstości występowania wynoszącej 6 budynków/km².

Hrabstwo Clark na mapie USA

Hrabstwo zamieszkuje 98,78% ludności białej, 0,20% ludności czarnej, 0,18% rdzennych mieszkańców Ameryki, 0,14% Azjatów, 0,03% mieszkańców Pacyfiku, 0,08% ludności innej rasy oraz 0,59% ludności wywodzącej się z dwóch lub więcej ras, 0,32% ludności to Hiszpanie, Latynosi lub inni.
W hrabstwie znajduje się 6971 gospodarstw domowych, w których 31,20% stanowią dzieci poniżej 18 roku życia mieszkający z rodzicami, 56,90% małżeństwa mieszkające wspólnie, 8,70% stanowią samotne matki oraz 31,00% to osoby nie posiadające rodziny. 28,10% wszystkich gospodarstw domowych składa się z jednej osoby oraz 14,00% żyję samotnie i ma powyżej 65 roku życia. Średnia wielkość gospodarstwa domowego wynosi 2,40 osoby, a rodziny wynosi 2,94 osoby.
Przedział wiekowy populacji hrabstwa kształtuje się następująco: 24,90% osób poniżej 18 roku życia, 7,40% pomiędzy 18 a 24 rokiem życia, 26,60% pomiędzy 25 a 44 rokiem życia, 23,10% pomiędzy 45 a 64 rokiem życia oraz 18,00% osób powyżej 65 roku życia. Średni wiek populacji wynosi 39 lat. Na każde 100 kobiet przypada 94,70 mężczyzn. Na każde 100 kobiet powyżej 18 roku życia przypada 90,80 mężczyzn.
Średni dochód dla gospodarstwa domowego wynosi 35 967 dolarów, a średni dochód dla rodziny wynosi 43 213 dolarów. Mężczyźni osiągają średni dochód w wysokości 32 035 dolarów, a kobiety 20 954 dolarów. Średni dochód na osobę w hrabstwie wynosi 17 655 dolarów. Około 6,40% rodzin oraz 9,20% ludności żyje poniżej minimum socjalnego, z tego 12,20% poniżej 18 roku życia oraz 7,50% powyżej 65 roku życia.

## Historia
Hrabstwo Clark zostało utworzone w 1819 z Hrabstwa Crawford. W czasie formowania hrabstwo Clark zajmowało 1/3 terytorium stanu Illinois. Obecne granice pochodzą z 1831 roku. Hrabstwo Clark zostało nazwane na cześć George Rogera Clarka (1752 – 1818), oficera armii z Wirginii w schwytanego na Północnozachodnim Terytorium przez Anglików pod koniec Wojny o niepodległość.

## Edukacja
W Hrabstwie Clark istnieją trzy szkoły wyższe w dystryktach Marshall, Martinsville i Casey-Westfield z liczbą 3014 studentów (dane z 2000 roku).  W każdym dystrykcie znajduje się szkoła średnia (stopnia 9-12) i szkoła średnia (stopnia 7-8).  W mieście Marshall są dwie szkoły podstawowe a w każdym pozostałym mieście po jednej.